# توفانا توركاي
توفانا توركاى هي ممثلة تركية ولدت عام 1990 بمنطقة اسكودار في بلغاريا. بدأت مشوارها الفنى بالتمثيل منذ عام 2007 ومن أشهر أعمالها شخصية بهار في المسلسل التركى العشق الاسود.

## المسيرة الفنية
كان أول ظهور لها علي الشاشات التركية من خلال دور صغير وثانوى بمسلسل كوميدى بعنوان مجتمع جمهور، وبعدها حصلت علي دور البطولة بالمسلسل التركى المداهمة الذي حقق نسبة مشاهدة عالية وقت عرضه، وكان سبب شهرتها وانطلاقتها في مشوارها الفني.

## نشأتها
ولدت عام 1990 بمنطقة اسكودار في بلغاريا حيث هاجرت عائلتها منها الي تركيا منذ صغرها فوالدتها من أصل تركي من أرضروم وطرابزون، اما والدها فهو من اصل بلغارى هاجر الي تركيا. لديها شقيقة واحدة أكبر منها تعمل في مجال الازياء والتمثيل في تركيا، أحبت توفانا توركاى تحب الفن منذ طفولتها وهي في سن التاسعة من عمرها ظهرت في كثير من الاعلانات التجارية الشهيرة في تركيا ومنها اعلان كو كاكولا التركى واعلان تورك تلكوم واعلان حلوى كونت وايضا اعلان يلديز وغيرها.
وبعد حصولها علي المرحلة الثانوية التحقت بجامعة بيكتين قسم الإذاعة والتليفزيون وشاركت بالعديد من العروض المسرحية علي مسرح الجامعة واثبتت خلال هذه العروض موهبتها الكبيرة في عالم التمثيل.
وبعد تخرجها من الجامعة وحصولها علي درجة البكالوريوس التحقت باكاديمية نيودان للفنون واخذت في هذه الاكايمية دروس عديدة في التمثيل لتنمية ويادة قدرتها في التمثيل.
في عام 2012 ارتبطت توفانا بقصة حب مع الفنان التركى يبركان يلديريم واعلنت انفصالها عنه بعد مرور عام من بداية العلاقة

## أعمالها

### أفلام
- في عام 2013 شاركت في فيلم الصفحات المفقودة
- وعام 2015 شاركت في 3 افلام سينمائية هندية هم فيلم أجمله – وفيلم طار الحمام – وفيلم الألعاب البيزنطية.
- عام 2016 ظهرت في فيلمين سينمائيين هما فيلم سومونكو بابا سر الحب – وفيلم تحية لك الحق لي
- عام 2017 شاركت في فيلم حدث وفيلم نفس واحد يكفي
- اما عام 2020 قدمت فيلم هندى بعنوان الرومانسية الثقيلة

### مسلسلات
- عام 2009 شاركت في مسلسل انفصال، صرخة حجر
- عام 2010 ظهرت في مسلسل نقش ديل سلطان
- عام 2012 شاركت في مسلسل مكان حب السماء

- عام 2014 شاركت في مسلسل نقش ديل سلطان
- عام 2016 شاركت في مسلسل مفسد
- عام 2017 – 2018 شاركت في مسلسل قلب مجنون ومسلسل لبناتى
- عام 2019 شاركت في مسلسل التفاحة الممنوعة
- عام 2023 - 2024 شاركت في مسلسل فاتح القدس صلاح الدين الأيوبي

## الغناء
في عام 2015 انضمت توفانا توركاى الي فرقة أوركسترا إنبي وشاركت معهم بالغناء في البوم كامل وغنت أغنية بشكل فردى وكانت بعنوان Aşk والتي حققت نجاح كبير بعد طرحها.
كما قدمت أغنية ناجحة بعدها بعنوان “توانا” هذا بالإضافة الي قيامها بتأليف عدد من الأغاني وتلحينها.

## الجوائز
في عام 2014 حصلت الفنانة علي جائزة من مهرجان أق سراي السينمائي كافضل ممثلة واعدة

## حقيقة اصابة الفنانة توفانا توركاى بفيرس كورونا
أعلنت الممثلة التركية توفانا تركاي خبر اصابتها المؤكد بفيرس كورونا وكان ذلك عبر مواقع التواصل الاجتماعى “ستوري” ونشرت العديد من الصور والفيديوهات علي موقع “إنستجرام”، وقالت انها تشعر بارتفاع درجة الحرارة والسعال الكثير وانها قامت باجراء الفحوصات الطبية التي اكدت اصابتها بالفيرس وانها تخضع للحجر المنزلى وتاخذ العلاج في المنزل وبعد فترة اعلنت شفائها التام من الفيرس وطمئنت جمهورها عليها وانها قامت بالتحاليل التي كانت ثبتت شفائها من الفيرس